# Бобикевич-Сора Клавдія Ізидорівна
Клавдія Ізидорівна Бобикевич-Сора (10 листопада 1896, Вижниця — 28 серпня 1971, Орадя) — українська письменниця, громадсько-культурна діячка. Псевдонім — Кабе.

## Біографія
Народилась 10 листопада 1896 р. у м. Вижниця (нині Чернівецька область), мешкала у с. Вікторів та інших селах теперішньої Івано-Франківської області.  
Одружилася з офіцером російської армії, переїхала з ним до Румунії (1918). Після розлучення повернулася на початку 1940-х рр. до Буковини. У 1944 р. залишила Чернівці, перебралася до Румунії, зупинилася в Прісаках, потім кілька разів переїздила. 
Померла 28 серпня 1971 р. у м. Орадя (Румунія).